# Cristo crocifisso con san Francesco d'Assisi e Bartolomeo Colleoni
Cristo crocifisso con san Francesco d'Assisi e Bartolomeo Colleoni è un dipinto eseguito con la tecnica dell'affresco realizzato da un artista anonimo e proveniente, grazie alla tecnica dello strappo, dalla sagrestia della chiesa di Santa Maria dell'Incoronata di Martinengo.

## Storia
L'affresco proviene dalla sagrestia della chiesa francescana dell'Incoronata di Martinengo, ed era completato da due lunette raffiguranti i  Quattro Profeti. L'affresco fu strappato dalla parete nel 1912 in tutte le sue parti, con l'intento d'essere venduto. Fu poi donato al Museo di Castel Sant'Angelo a Roma
Fu fatta pressione, da parte dei consiglieri del Luogo Pio Colleoni che gestiscono i beni del Colleoni, al governo centrale di Roma perché riconoscesse che era impropria la collocazione dell'affresco, con la richiesta che facesse ritorno a Bergamo. Fu Benito Mussolini nel 1934 a esaudire questa richiesta disponendo che il dipinto venisse portato nella città orobica, fu quindi collocato nella sala d'ingresso del Luogo Pio Colleoni, mentre le due lunette che lo corredavano, restarono al museo di Castel sant'Angelo.

## Descrizione
Il dipinto rappresenta nella parte centrale il grande crocifisso con l'immagine di Cristo morto. Sul lato a sinistra vi è san Francesco d'Assisi genuflesso adorante, mentre nella parte destra è raffigurato Bartolomeo Colleoni. Il condottiero, malgrado sia in posizione di genuflessa e con le mani in preghiera, indossa l'armatura e tiene tra le mani il cappello alla capitanesca, tipico berretto rinascimentale del XV secolo per le persone che detenevano il potere, così come la cintura rossa che tiene in vita. Lo sguardo non è rivolto all'uomo crocifisso ma lo tiene fisso davanti a sé; anche questo particolare voleva indicare il potere che aveva il personaggio raffigurato
I soggetti sono posti in un paesaggio verdeggiante ma che è sovrastato da un cielo plumbeo.
Sulla parte inferiore del dipinto vi è un'epigrafe in parte non più perfettamente leggibile, aggiunta dopo la morte del condottiero e indica le offerte che il Colleoni aveva fatto ai diversi monasteri. Alcune parti furono poi riscritte ma con errori, vi sono però documenti che ne riportano l'esatto testo: 